# Dylan Travis
Dylan Travis, född 26 maj 1993 i Omaha, Nebraska, är en amerikansk basketspelare som fokuserar på 3x3-spel.

## Karriär
Travis har ingått i det amerikanska laget som vunnit VM-silver 2023. Har har även guld från de Panamerikanska spelen 2023.